# Список автовиробників Швеції
Це список існуючих і неіснуючих виробників автомобілів Швеції.

## Існуючі
- Caresto (2004–донині)
- Esther (1987–донині)
- Koenigsegg (1994–донині)

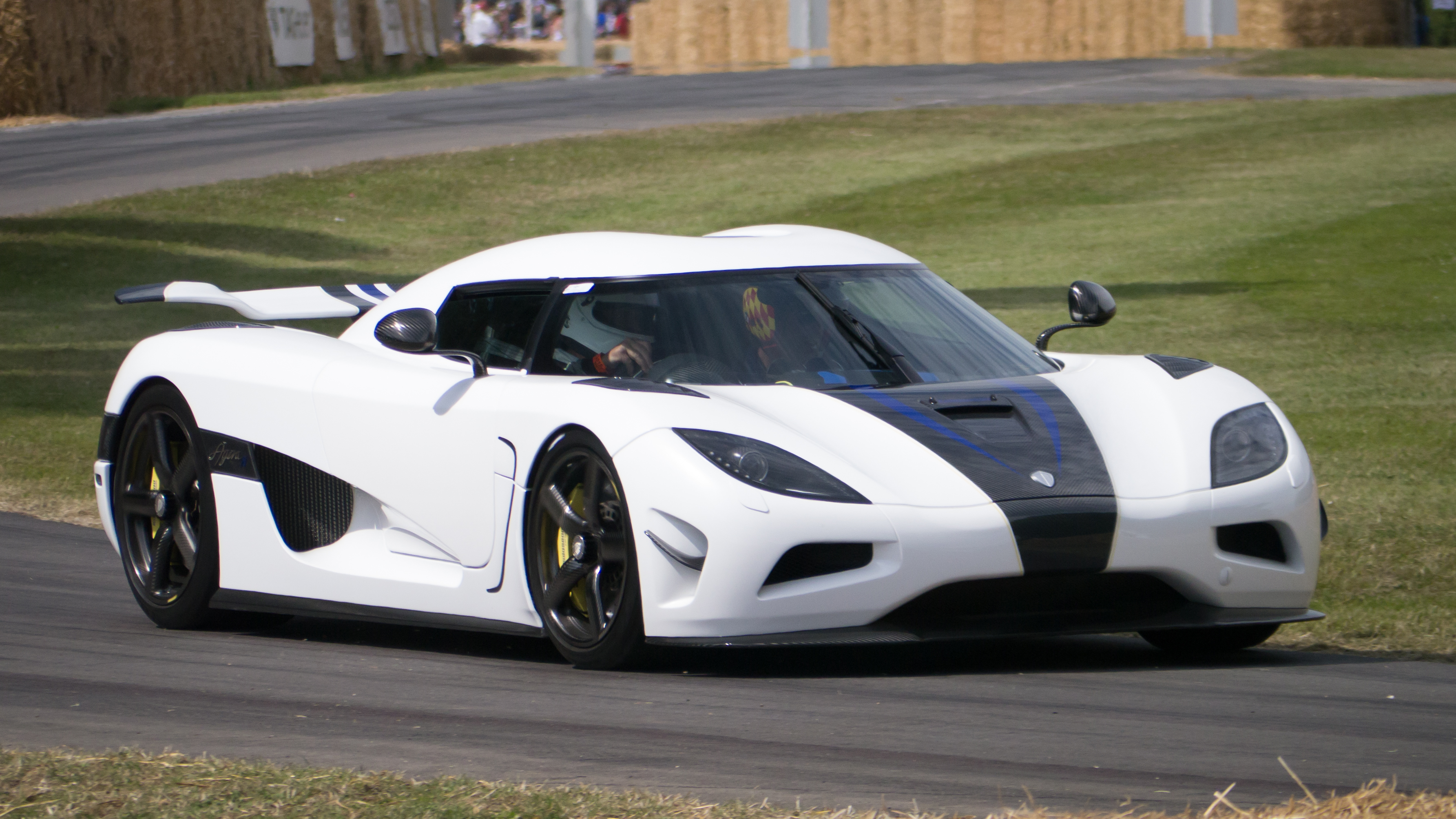
Koenigsegg Agera N

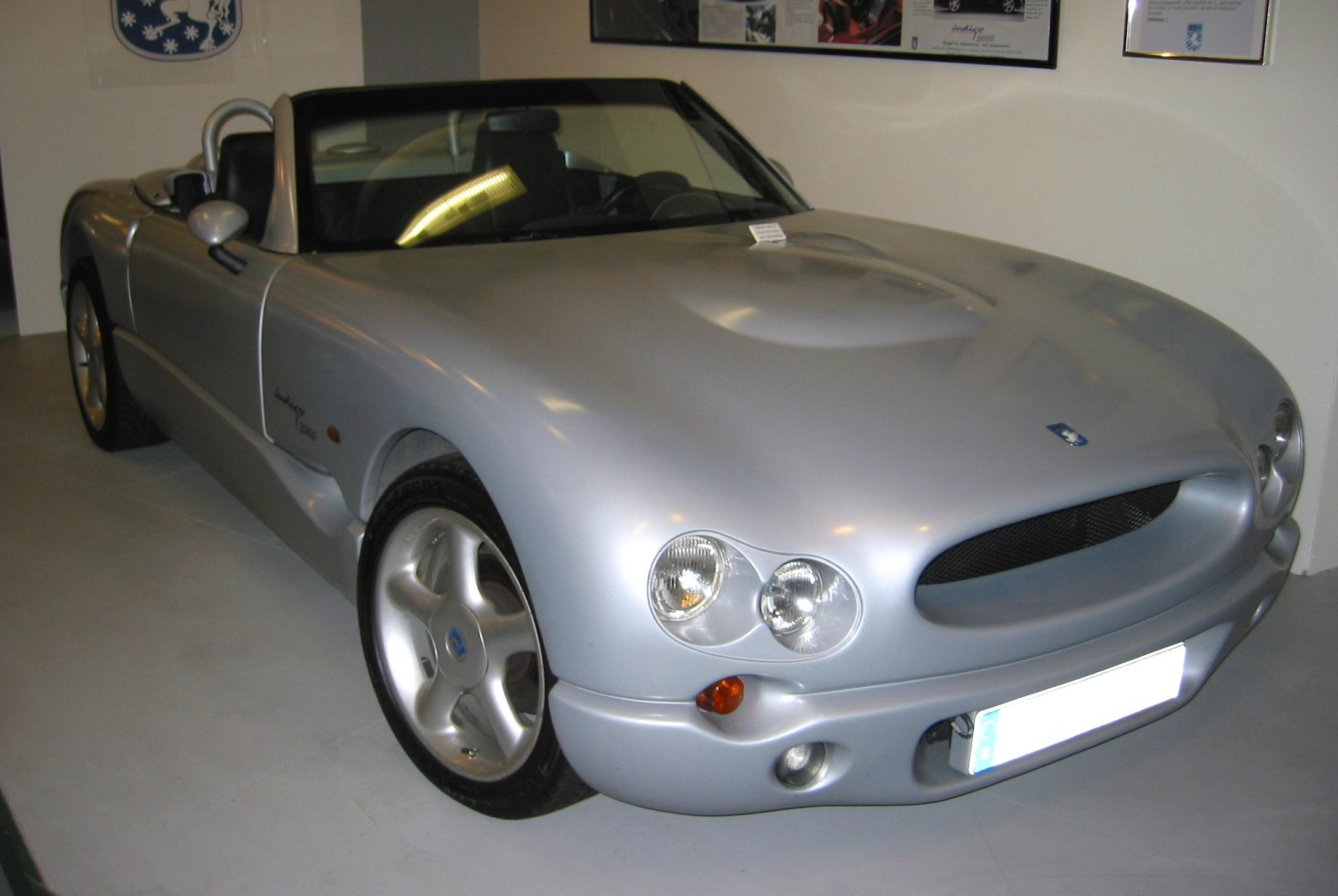
Jösse Car Indigo 3000

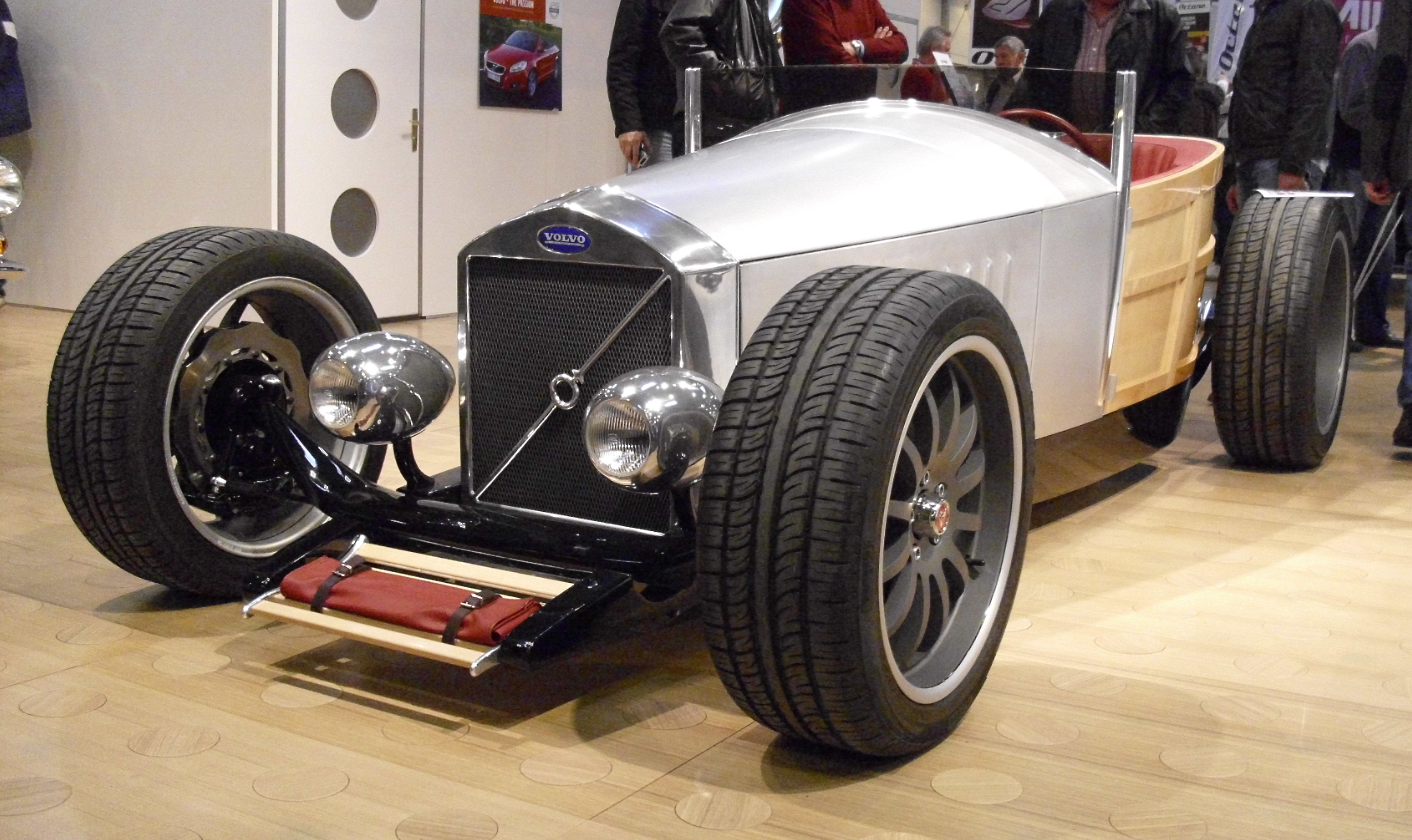
Caresto Hot Rod Jakob

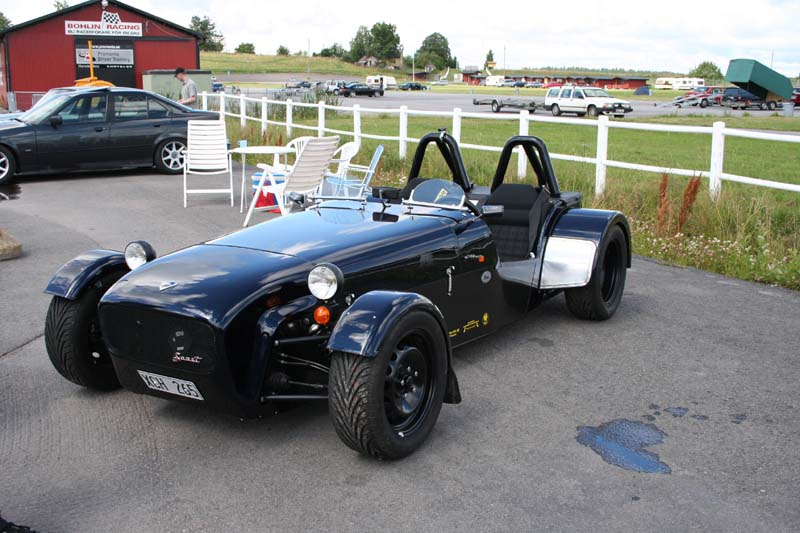
Dala 7

- Saab (Saab Automobile AB, 1949–2012)
- Volvo (1927–донині)
- Uniti Sweden AB (2016–донині)

## Неіснуючі
- Allvelo (1903–1907)
- AB Nyköpings Automobilfabrik (складання, 1937–1960)
- AB Thulinverken (1920–1928)
- AMG (1903–1906)
- Arlöfs (близько 1902)
- Åtvidaberg (1910–1911)
- Boes Motor & Mekanik (невідомо)
- Dala7 (невідомо)
- Fram King Fulda (1957–1962)
- GEA (1905)
- HB (близько 1925)
- Hult Healey (1984–1990)
- Husqvarna (1943)
- Jösse Car (1997–1998)
- Kalmar (1969–1971)
- LT (у 1909 та у 1923)
- LMV (1923)
- Mania Spyder (невідомо)
- Mascot[en] (близько 1920)
- OBC (1974)
- Racing Plast Burträsk (1965–1971)
- Reva (1964–1968)
- Rengsjöbilen (1914–1916)
- Self (1916–1922)
- SAF (1919–1921)
- Scania (1903–1911)
- Scania-Vabis (1911–1929)
- Svensk Elektrobil (близько 1945)
- Söderbloms Gjuteri & Mekaniska Verkstad (1901–невідомо)
- Södertelje Verkstäder (1901–1906)
- Tidaholm (1903–близько 1932)
- UNO (близько 1990)
- Vabis (1897–1911)